# Het Spiegelpaleis

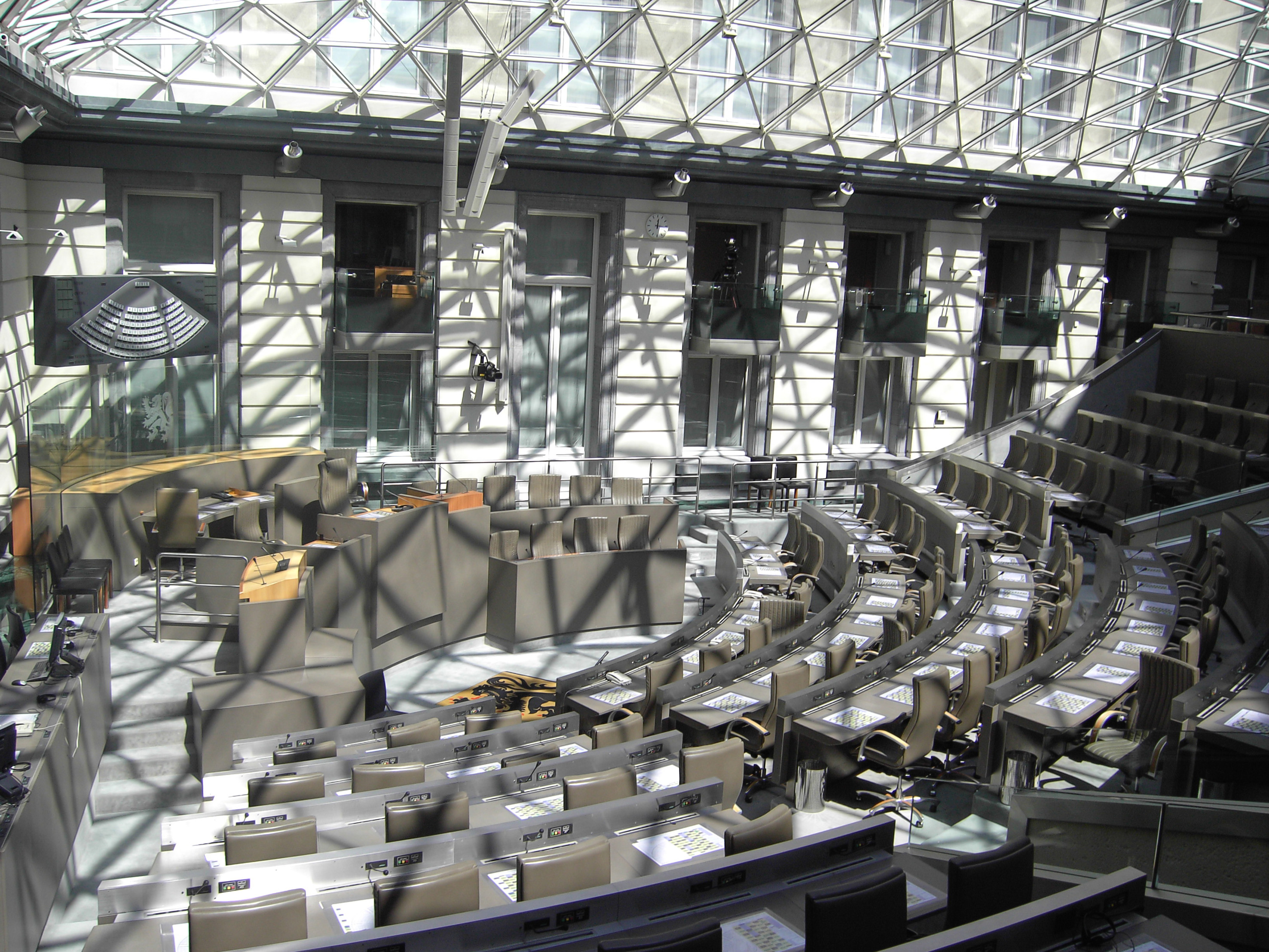
Het Vlaams Parlement.

Het Spiegelpaleis was een quizprogramma dat begin 2013 werd uitgezonden op de Vlaamse televisiezender Eén. Het programma werd gerealiseerd door het productiehuis De Filistijnen van Bruno Wyndaele. De eerste uitzending had plaats op 1 januari 2013 en liep nadien zes weken van maandag tot donderdag. In de programmering van Eén kwam Het Spiegelpaleis tijdelijk in de plaats van Café Corsari, dat op dat moment een winterstop inlaste.

## Vlaams Parlement
Het Spiegelpaleis was een vragenspel waarbij van bij de start wordt deelgenomen door 106 deelnemers. Dit moest - na 23 afleveringen - leiden naar één overwinnaar. Meko Lafertin, een leraar uit Aalst, werd eindwinnaar en won daarmee € 20.000. Elke dag was er wel één winnaar die tot de finale was vrijgesteld en de dagwinst van € 500 kon binnen halen.
Alle deelnemers werden gescreend en werden afwisselend ingedeeld naar leeftijd en interesses. Wat trouwens goed zichtbaar was door de gebruikte verlichting, die dagelijks varieerde. Thema's waren onder andere seks, film, geld, werk, fauna en flora. Dagelijks was er een andere specialist aanwezig, die op een ludieke manier commentaar aanbracht op de aangesneden thema's. Men ging als het ware op zoek naar het DNA van de Vlaming, zoals de VRT het zelf noemde.
Elke aflevering werd gepresenteerd door vraagsteller Bruno Wyndaele en interviewer Sam De Bruyn.
De kijkers konden thuis via pc, smartphone of tablet-pc deelnemen en meedingen naar een plaats in de finale. De deelnemer met de hoogste dagscore van alle thuisspelers won driehonderd euro en kwalificeerde zich voor de finaleweek. De eindwinnaar van het online spel kon zevenduizend euro winnen. Omdat de app die dat moest mogelijk maken niet naar behoren werkte, werd dat deel van het spel uiteindelijk door de VRT afgevoerd.
De opnames vonden plaats in de plenaire zittingszaal van het Vlaams Parlement.

## Kritiek
Er kwam kritiek op het programma nadat bekend werd dat deelnemers die niet zouden opdagen een boete konden krijgen van tweeduizend euro. Professor arbeidsrecht Roger Blanpain oordeelde dat het contract dat de deelnemers moesten tekenen niet wettelijk was.